# Lasy bagienne

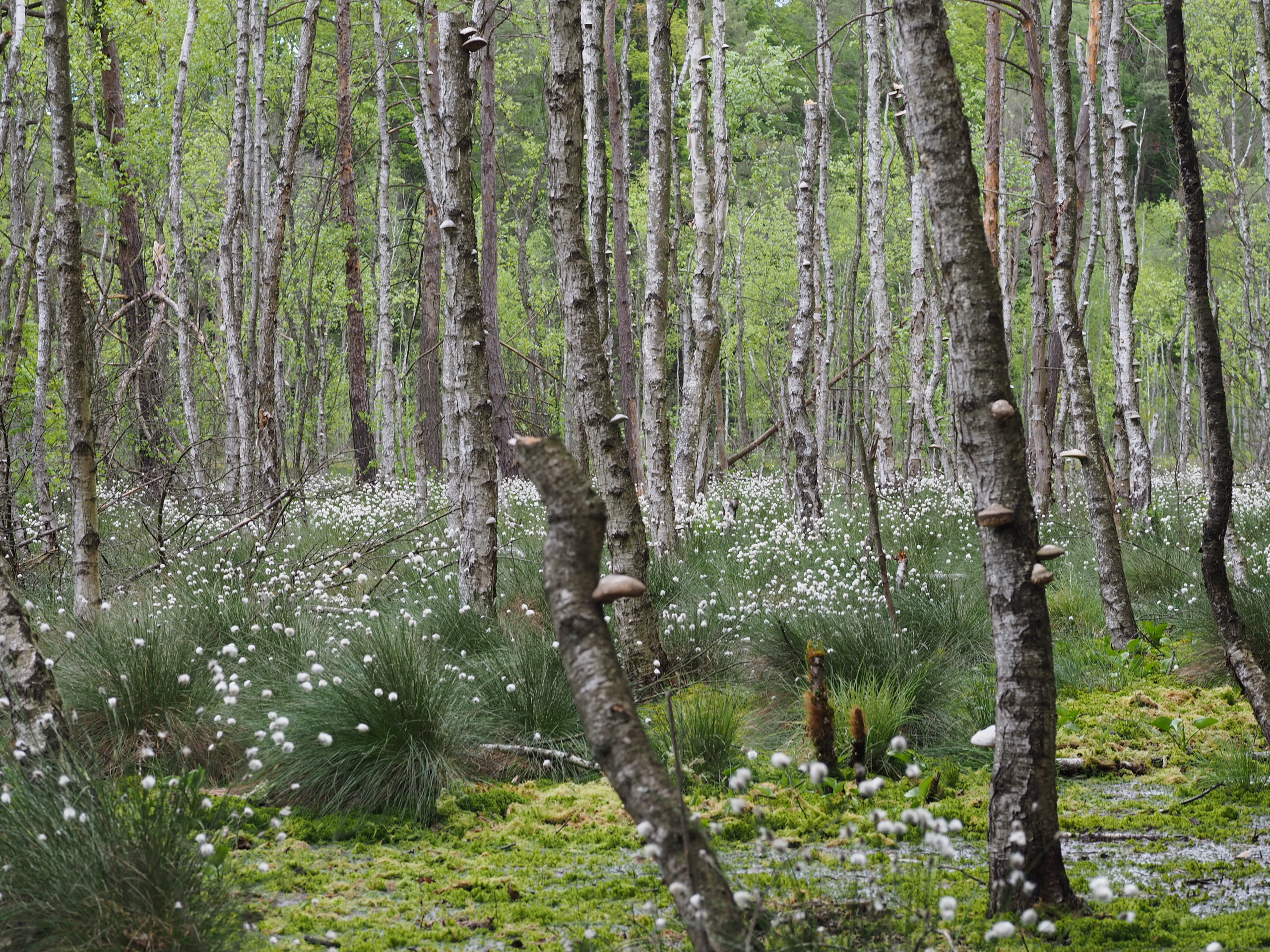
Brzezina bagienna, „Stobbertal“, Niemcy

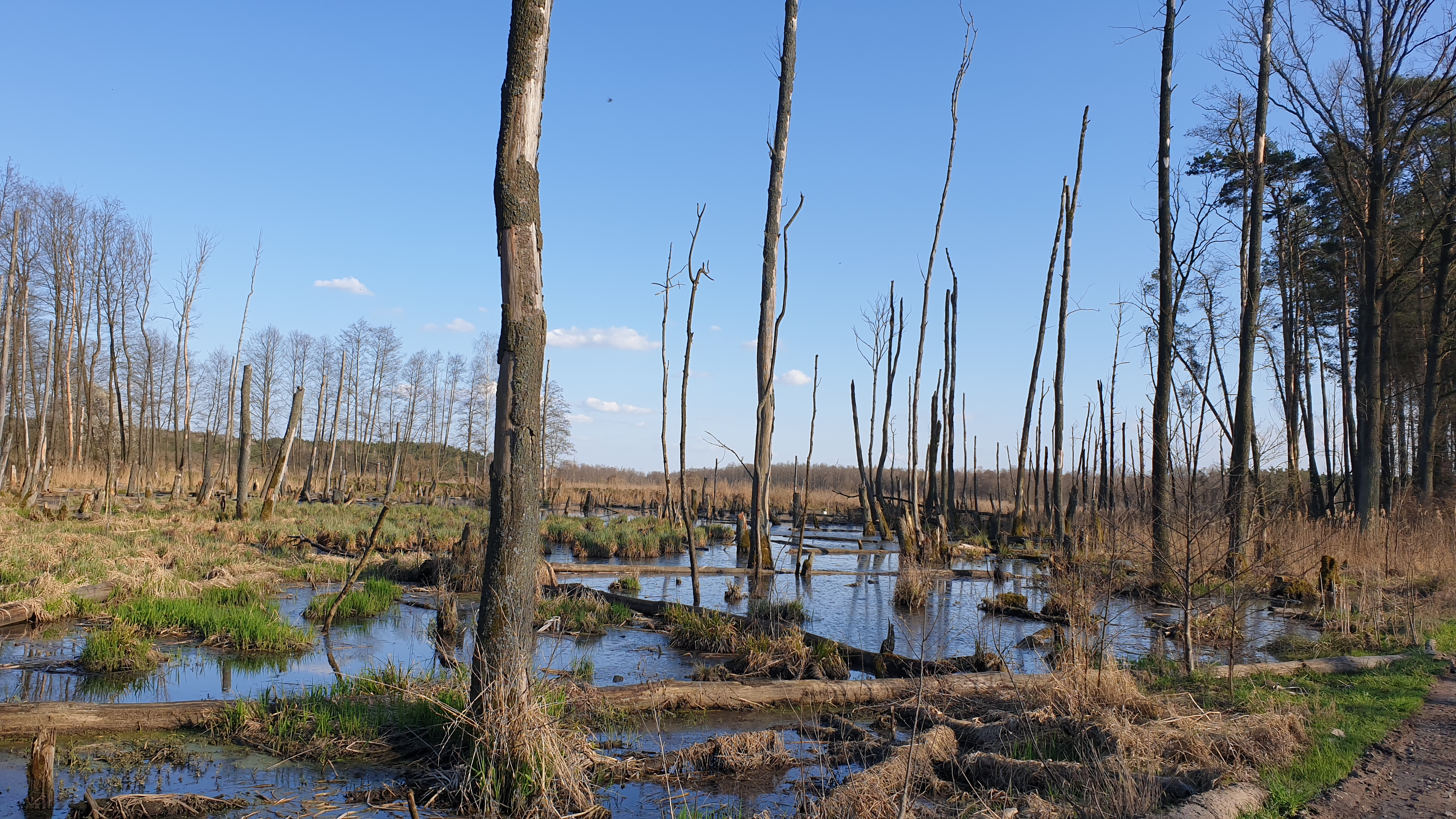
Olszyna bagienna w Koceranach, woj. mazowieckie, Polska

Lasy bagienne – zespół zbiorowisk roślinnych powstawanie których warunkowane jest silnym uwilgotnieniem gleb lub okresowym zalewaniem wodą. W zależności od warunków troficznych siedliska w lasach strefy umiarkowanej Europy w warunkach bagiennych kształtują się olsy, brzeziny bagienne i bory bagienne. Długość zalegania wody i jej stagnowanie wpływa na różnicowanie się siedlisk bagiennych olsów i łęgów.
W strefie międzyzwrotnikowej lasy bagienne wchodzą w skład formacji tropikalnych lasów zalewowych i bagiennych.